# ANBO VII
L'ANBO-VII est un projet d'avion de sport monoplace, conçu par Antanas Gustaitis en Lituanie. La construction de l'avion a commencé en 1933 dans un aéro-club lituanien, mais ne s'est jamais terminée. L'ANBO VII est le seul projet de Gustaitis qui est demeuré inachevé.